# Kazimierz Gorzkowski
Kazimierz Andrzej Gorzkowski, ps. Andrzej, AS, Brzeszczot, Andrzej Gierałt, Godziemba, Andrzej Godziemba, Janusz, Piast, Kazimierz Pieracki, Andrzej Sokolnicki, Wolf, Andrzej Wolf, Żuliński (ur. 6 grudnia 1899 w Ułężu, zm. 8 stycznia 1983 w Warszawie) – harcerz, oficer Wojska Polskiego i Armii Krajowej, działacz niepodległościowy, więzień PRL.

## Młodość
Kazimierz Gorzkowski urodził się w 1899 roku w Ułężu Górnym, leżącym wtedy w powiecie garwolińskim (obecnie w powiecie ryckim). Był synem Andrzeja i Rozalii z Rezaków. W roku 1912 rozpoczął naukę w gimnazjum w Lublinie (w tzw. Szkole Lubelskiej). W czasie nauki w tej szkole należał do skautowej drużyny im. Romualda Traugutta i redagował pismo uczniowskie „Polska”. 
Po skończeniu nauki w liceum organizował skauting w Końskowoli, gdzie w listopadzie 1915 roku wstąpił do Polskiej Organizacji Wojskowej. W 1917 roku ukończył Szkołę Podoficerską i w tym samym roku został instruktorem w Obwodzie POW Puławy. W listopadzie 1918 roku, będąc komendantem POW podobwodu Końskowola, brał udział w rozbrajaniu Niemców w Końskowoli i okolicznej gminie, a następnie – na czele tzw. batalionu puławskiego – przyjechał do Lublina, gdzie ochotniczo wstąpił do batalionu odsieczy Lwowa. W 1919 i 1920 roku walczył w 23. (do lipca 1920 roku) i 201 (od lipca 1920 roku) pułku piechoty. W czasie wojny polsko-bolszewickiej był czterokrotnie ranny, ostatni raz w czasie bitwy o Warszawę. Dostał się wtedy do niewoli, z której zbiegł.
Później brał udział w zdobyciu Wilna. Został zdemobilizowany w 1921 roku.

## Dwudziestolecie międzywojenne
W latach 1921–1922 Gorzkowski organizował Związek Strzelecki w powiecie puławskim. Wkrótce jednak przeniósł się do Warszawy, gdzie zaczął aktywnie organizować Związek Harcerstwa Polskiego. Od 1923 roku był sekretarzem Komendy Chorągwi Warszawskiej. W tym czasie poznał i zaprzyjaźnił się z Tomaszem Piskorskim. W harcerstwie pełnił funkcje Członka Komendy Chorągwi Mazowieckiej, Przewodniczącego Komisji Dyscyplinarnej w Kwaterze Głównej ZHP i Kierownika Wydziału Mniejszości Narodowych w Kwaterze Głównej ZHP (tuż przed II wojną światową).
Wraz z Wacławem Błażejewskim założył w 1937 roku wydawnictwo „Godziemba”, które było czynne również w czasie II wojny światowej.
W latach 30. pracował w Państwowym Banku Rolnym, gdzie awansował na stanowisko sekretarza dyrektora PBR. W tym czasie współwydawał – z Józefem Sosnowskim – pismo „Polska Młodych”.

## II wojna światowa
Jako dowódca plutonu 36 pułku piechoty Legii Akademickiej brał udział w obronie Warszawy we wrześniu 1939 roku. Odznaczył się wtedy (w nocy z 11 na 12 września) bohaterskim atakiem na Okęcie. We wrześniu 1939 roku był dwukrotnie ranny, wzięty do niewoli. Udało mu się zbiec i wrócić do Warszawy.
Rozpoczął działalność podziemną w październiku 1939 roku. Był niezwykle aktywny na wielu polach działalności konspiracyjnej. Był m.in.: szefem kolportażu SZP, kierownikiem jednego z referatów kontrwywiadu organizacji „Muszkieterzy”, kierownikiem referatu więziennego Komendy Okręgu Warszawskiego oraz Komendy Głównej ZWZ-AK, zastępcą szefa BIP Okręgu Warszawa-Miasto, kierownikiem działu Akcje Specjalne Podwydziału „N” oraz członkiem KG Organizacji Małego Sabotażu „Wawer”, jako zastępca Aleksandra Kamińskiego (Gorzkowski stworzył wcześniej analogiczną organizację „Palmiry”, która w 1941 roku połączyła się z Wawrem).
Zorganizował tzw. komórkę więzienną (komórkę utrzymującą łączność z więźniami Pawiaka), znaną pod nazwą „komórka Andrzeja”. Wydawała ona m.in. codzienny biuletyn „AA” (Agencja Andrzeja), który z czasem przekształcił się w pierwsze w Warszawie codzienne pismo konspiracyjne „Dzień”. Komórka ta wydawała również pismo satyryczne „Lipa” (od października 1940 roku do 1942 roku): „Wesołe pismo, wychodzi w Polsce w dniach grozy”. Lipa połączyła się z satyryczną Szpilką w grudniu 1940 roku. Była tygodnikiem/dwutygodnikiem.
Po aresztowaniu łączniczki w mieszkaniu Janiny Chlebowskiej 28 kwietnia 1941 roku zgłosił się ochotniczo do zadania wykradzenia z depozytu więzienia na Pawiaku kuchenki elektrycznej z ukrytymi w niej istotnymi dokumentami. Akcja powiodła się i Gorzkowski za to dokonanie został odznaczony Krzyżem Walecznych.
Był również współpracownikiem Biuletynu Informacyjnego.
W ramach pracy w dziale IV Podwydziału „N”, BIP-u KG AK, stał na czele tzw. Komisji Terroru Moralnego, której działalność polegała głównie na wysyłce fikcyjnych zarządzeń, ostrzeżeń i wyroków do Niemców i volksdeutschów w Generalnym Gubernatorstwie. Po pewnym czasie – zagrożony dekonspiracją i aresztowaniem – zawiesił swoją działalność (pracy w „Wawrze” i w akcji „N”) na 3 miesiące (na własną prośbę został zwolniony z funkcji kierownika komórki więziennej i przeniesiony do rezerwy).
Po upływie tych 3 miesięcy, aż do wybuchu powstania warszawskiego kierował działem IV Akcji „N”.
Po upadku powstania dostał się do niewoli i przebywał w Oflagu II D Gross-Born, skąd znów udało mu się szybko zbiec i wrócić do kraju, gdzie kontynuował działalność konspiracyjną (do chwili aresztowania w 1946 roku).

## Po wojnie
W marcu 1946 roku nawiązał kontakt z piłsudczykiem ppłk. Wacławem Lipińskim, z którym utworzył Stronnictwo Niezawisłości Narodowej. Wspólnie wydawali pismo „Głos Opozycji”. W związku z tą działalnością niepodległościową w lutym 1947 roku został aresztowany przez UB i skazany na 15 lat więzienia. W 1956 roku został zwolniony i zrehabilitowany. Po wyjściu z więzienia podjął pracę w Muzeum Narodowym w Warszawie, gdzie został kierownikiem działu gospodarczego. W późniejszym czasie oddelegowano go do pracy w związku zawodowym. Przez ten czas działał w ZHP, będąc członkiem Kręgu Instruktorskiego „Wigry”.
1 stycznia 1972 roku przeszedł na emeryturę, później pracował w niepełnym wymiarze w Muzeum Narodowym.
Po śmierci został pochowany na warszawskim Cmentarzu Czerniakowskim.
Pozostały po nim szczątkowe zapiski z podziemia (z lat 1939–1941), znane jako „Kronika Andrzeja” (wydane przez PWN w 1989 roku).
Niektóre z notatek Gorzkowskiego z czasu wojny, związane z kolejnictwem, cytowane są w Kurierze PKP nr 35 z 2007 roku.

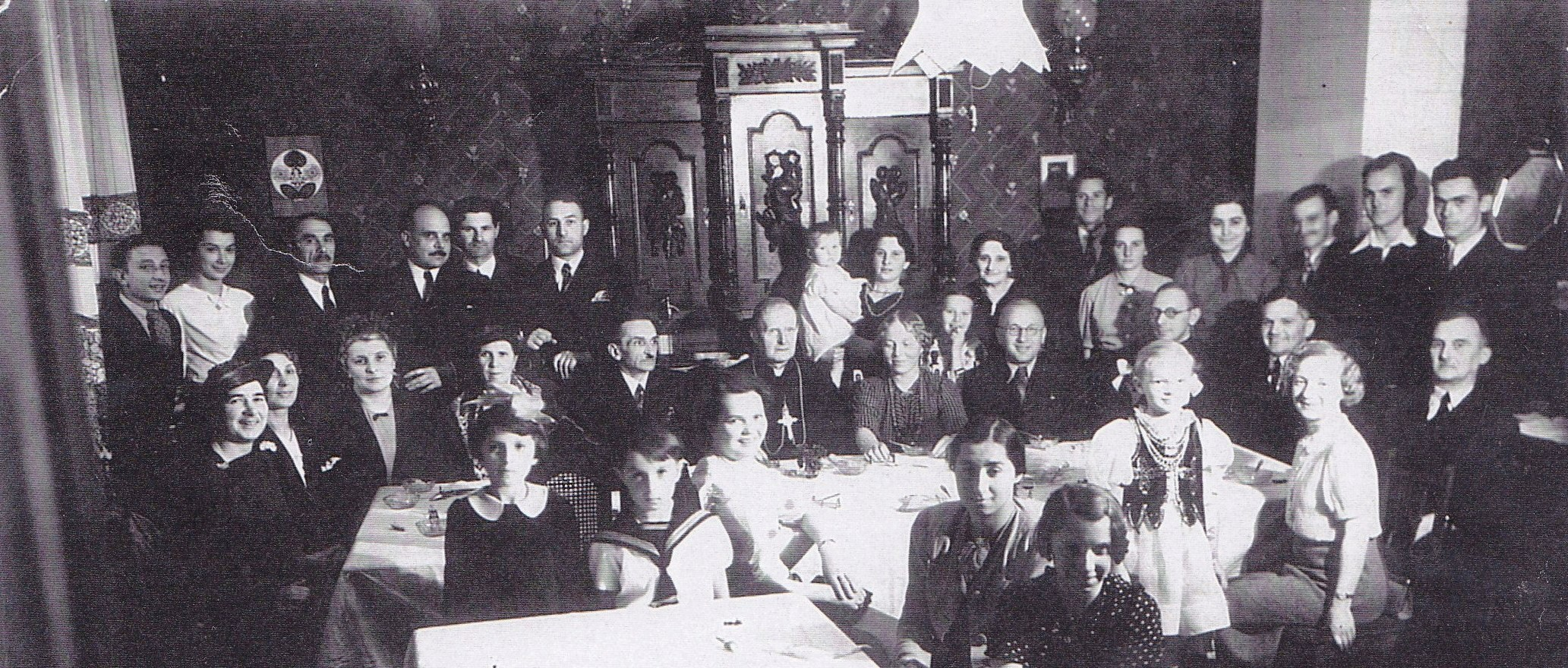
Uroczystość po chrzcie Katarzyny Piskorskiej w 1938 roku. Stoją m.in. Leonard Piskorski (3. od lewej), Przemysław Podgórski (4.), Aleksander Kamiński (5.), Tomasz Piskorski (6.), Katarzyna Piskorska (7., na rękach matki, Marii Piskorskiej, 8.), Anna Piskorska (9., dziecko), Anna Podgórska (10.), Zuzanna Dieuleveut-Kaulek (13.), Witold Podgórski (14.), Kazimierz Cetnarowicz (15., drugi od prawej). W centrum siedzi sufragan warszawski Antoni Szlagowski, na lewo od niego siedzi Jean-Lucien Dieuleveut-Kaulek, najbardziej na lewo siedzi Urszula Niepokojczycka, na prawo od Antoniego Szlagowskiego siedzą Wanda Gentil-Tippenhauer (matka chrzestna), Kazimierz Gorzkowski (ojciec chrzestny) i Jan Mauersberger. Przed Antonim Szlagowskim siedzi bokiem Janina Jurkiewicz. Dziewczynka stojąca w krakowskim stroju to Anna Gorzkowska, córka Kazimierza, na prawo od niej, siedząca bokiem – Maria Gorzkowska, żona Kazimierza.

## Ordery i odznaczenia
- Krzyż Srebrny Orderu Virtuti Militari (grudzień 1944) – we wniosku napisano m.in.: „odważny, ideowy, niezmordowany w pełnej poświęcenia i wydajnej pracy. Oddał pracy konspiracyjnej nieocenione usługi”
- Krzyż Niepodległości (28 grudnia 1933)[5]
- Krzyż Walecznych (czterokrotnie: 1921 – dwukrotnie, 1939, 1941)
- Srebrny Krzyż Zasługi
- Krzyż Zasługi Wojsk Litwy Środkowej[6]

- Krzyż za udział w Wojnie 1918–1921
- Krzyż Legionowy

- Odznaka pamiątkowa Polskiej Organizacji Wojskowej

## Awanse
- sierżant podchorąży – 1921
- podporucznik – 11 listopada 1941
- porucznik – 1943.

## Życie prywatne
Gorzkowski ożenił się pod koniec lat 20. z Marią Kuczyńską, mieli córkę Annę (1930–2005), żonę Janusza Krasińskiego w latach 1953–1963.
Był ojcem chrzestnym Katarzyny Piskorskiej.
Z zamiłowania był historykiem i bibliofilem.